# Трепов, Владимир Фёдорович
Влади́мир Фёдорович Тре́пов (6 января 1863 — 1918) — русский государственный деятель, сенатор, член Государственного Совета.

## Биография
Сын санкт-петербургского градоначальника Фёдора Фёдоровича Трепова (1809—1889) и Веры Васильевны Лукашевич (1821—1866).
Окончил Александровский лицей (1881). Служил по министерству внутренних дел.
В 1902—1905 годах занимал пост таврического губернатора. 
Земский деятель князь В. А. Оболенский так характеризовал его "Он был известен своими правыми взглядами, но, как умный человек, не хотел начинать свою службу в губернии мелкой борьбой с местным земством..."
В 1905 году был назначен сенатором, в 1908 — членом Государственного Совета, где возглавлял группу крайне правых.
В начале 1911 года вместе с другим лидером крайне правых Петром Николаевичем Дурново вел агитацию против законопроекта о земстве в западных губерниях, предлагавшегося правительством Столыпина. Его рассмотрение в Госсовете привело к политическому кризису: законопроект был отклонен, Николай II, по настоянию Столыпина, на несколько дней распустил законодательные учреждения и принял закон своим Высочайшим указом, а Дурново и Трепову приказал объявить себя больными и не участвовать в заседаниях Совета до 1912 года. 29 апреля Трепов подал в отставку. Дослужился до чина тайного советника, имел придворный чин шталмейстера.
В 1918 году был участником подпольной организации в Петрограде. В августе или сентябре того же года был расстрелян большевиками в Кронштадте.

## Семья
Был женат на Евгении Алексеевне Сирице (1858—21.04.1904), умерла от кровотечения в легких в Ялте, после отпевания в Соборе Святого Александра Невского её прах был перевезен в Киев и похоронен в Выдубицком монастыре. Их сыновья:
- Фёдор (1883—1915), полковник лейб-гвардии Конной артиллерии, георгиевский кавалер.
- Борис (1885—1964), полковник лейб-гвардии Конной артиллерии, георгиевский кавалер.